# بازیگر اصلی
یک بازیگر اصلی یا بازیگر نقش اول، نقش قهرمان یک فیلم، نمایش تلویزیونی یا نمایشنامه را بازی می‌کند. کلمه «اصلی» همچنین ممکن است به بزرگ‌ترین نقش در یک اثر اشاره داشته باشد، و «بازیگر اصلی» ممکن است به شخصی گفته شود که معمولاً چنین نقش‌هایی را بازی می‌کند یا بازیگری با مجموعه‌ای از آثار تحسین‌شده. برخی از بازیگران نقش اصلی را دارند، اما بیشتر آنها نقش اصلی را در برخی اجراها و نقش فرعی یا نقش پشتیبان را در برخی دیگر بازی می‌کنند.
گاهی بیش از یک نقش اصلی مهم در یک قطعه نمایشی وجود دارد و گفته می‌شود که همه آن بازیگران نقش اصلی را ایفا می‌کنند. یک نقش مکمل مهم ممکن است به عنوان یک نقش اصلی ثانویه در نظر گرفته شود. نامزدی جایزه برای بازیگری، اغلب منعکس کننده چنین ابهاماتی است؛ بنابراین، گاهی دو بازیگر در یک قطعه اجرایی، نامزد بهترین بازیگر مرد یا بهترین بازیگر زن می‌شوند - دسته‌هایی که به‌طور سنتی برای بازیگران اصلی محفوظ هستند. به عنوان مثال، در سال ۱۹۳۵، کلارک گیبل، چارلز لاتون و فرانچات تون هر کدام نامزد دریافت جایزه اسکار بهترین بازیگر نقش اول مرد برای «شورش در بانتی» شدند. حتی ممکن است در مورد اینکه آیا یک اجرای خاص باید نامزد بهترین بازیگر مرد / زن، یا بهترین بازیگر نقش مکمل مرد / زن، نامزد شود، اختلاف نظر وجود داشته باشد. به عنوان مثال، آل پاچینو به خاطر بازی در فیلم پدرخوانده، چهل و پنجمین مراسم اسکار در سال ۱۹۷۳ را تحریم کرد زیرا برای بهترین بازیگر نقش مکمل مرد نامزد شد ولی معترض بود که او زمان نمایش روی پردهٔ بیشتری از هم‌ستاره خود و برنده بهترین بازیگر مرد، یعنی مارلون براندو داشت و بنابراین او باید نامزد جایزه اسکار بهترین بازیگر مرد می‌شد.